# 79 (số)
79 (bảy mươi chín) là một số tự nhiên ngay sau 78 và ngay trước 80.